# متوالية سردية
متوالية سردية هي إحدى المسميات في التحليل البنيوي للسرد والمستخدمة في دراسة وتحليل النصوص السردية من خلال تقسيمها، وهي في تعريفها أبسط وأصغر وحدة تركيبية في بناء النص، حيث يقسم النص لعدد من الوحدات التركيبية تسمى كل وحدة متوالية سردية، ويكون النص في مجموعه وحدة كليّة تشتمل على عدد مترابط من المتواليات، والتي تعمل وفق نظام داخلي منظم يحفظ للنص وحدته وانسجامه.
يتحقق تحليل المتواليات عبر تقطيعها إلى وحدات في خطاطة سردية؛ لاستخلاص وظائفها التركيبية، ومعرفة العناصر التي تتحكم في سير المتواليات وتسلسلها وإيضاح العلاقات فيما بينها، ويتّبع في التحليل عبر الخطاطة تقسيم المتواليات انطلاقًا من الحركة الأولى في النص وهي ما يسمى بالوضعية الأولى، ثم إلى سيرورة العقدة والتحول، ثم الوضعية الأخيرة وهي النهاية والحل.

## ترتيب المتواليات السردية
-     طريقة خطية؛ حيث تترتب الأحداث بالتسلسل في خط واحد نحو النهاية والحل.
-     طريقة ارتدادية؛ تتراجع الأحداث بشكل عكسي من نقطة النهاية إلى بداية الحكاية.
-     طريقة متعرجة؛ تتداخل فيها الأحداث فتكون في شكل حلقات منتهية أو متوقفة السرد.

## تصنيف المتواليات السردية
-     عن طريق التتابع الزمني للمتواليات عبر تعاقب الأحداث وتسلسلها في النص.
-     عن طريق الترابط المنطقي للأحداث ويكون عبر استكشاف ترابطها من حيث العلة والسببية.
يشير الناقد رولان بارت إلى أهمية التسلسل المنطقي بين الوظائف والوحدات الحكائية، وأنه الأداة الأفضل لدراسة تركيب النص، ويؤكد على ذلك بأن أغلب الباحثين الذين درسوا وحدات الحكي قدموا التسلسل المنطقي على التسلسل الزمني مثل ليفي ستراوس، وكلود بريمون، وتودوروف.